# Dorte Dahlin
Dorte Dahlin (født 13. december 1955 i København) er en dansk maler og grafiker.
Dahlin er uddannet på Det Kongelige Danske Kunstakademi fra 1978 til 1985 hos Sven Dalsgaard, Freddie A. Lerche og Hein Heinsen. Hun deltog i 1982 på generationsudstillingen Kniven på hovedet på Tranegården i Gentofte.
Dorte Dahlin deltog i gennembruddet Det Vilde Maleri i Danmark. Hendes arbejder er repræsenteret på mange danske kunstmuseer og i private samlinger. Siden begyndelsen af 1990'erne har hun arbejdet med kunst i det offentlige rum - i ordets udvidede betydning - fra værker og byplanlægning i Hirtshals (1993-2008-?) til kulturudveksling med Sharjah, De Forenede Arabiske Emirater (1999-2010) 

## Repræsenteret
- Statens Museum for Kunst
- Den Kgl. Kobberstiksamling
- Sorø Kunstmuseum
- Horsens Kunstmuseum
- Randers Kunstmuseum
- ARoS Aarhus Kunstmuseum
- Esbjerg Kunstmuseum
- KØS Museum for kunst i det offentlige rum
- Ny Carlsbergfondet
- Politikens Hus
- DAC – Dansk Arkitektur Center, København
- Det Danske Kulturinstitut, Peking
- Europa Parlamentets Samling, Bruxelles
- Hirtshals Kommune
- H.K.H. Prins Joachim og H.K.H. Prinsesse Alexandras Samling
- H.K.H. Kronprins Frederiks Samling
- H.H. Sheik Dr. Sultan Bin Mohammed Al Qasimi´s samling
- Sharjah Art Museum

## Hædersbevisninger
- 2015 Anna Klint Sørensens Legat
- 2004 og 2007 Billedkunststyrelsens produktionspulje
- 1989, 2003, 2004, 2005, 2006 Arbejdsstipendier fra Statens Kunstfond,
- 1990-2005 Henrik og Dagmar Starckes Legat
- 2002 Tagea Brandts Rejselegat
- 2001 Sophus Fonden til udvikling af gadelygten Twilight, Odense
- 1999 Ole Haslunds Kunstnerfond
- 1993 Einar Hansens Fond
- 1992 Præmieret af Statens Kunstfond for Den Grønne Plads i Hirtshals
- 1987 Hafina-Fondets Billedkunstnerlegat
- 1986 Det 3-årige Arbejdslegat fra Statens Kunstfond
- 1986 Arbejdslegat på Statens Værksteder for Kunst og Håndværk
- 1984-85 Das Henrik Steffens-Studienstipendium, Hamburg
- 1984 Villiam H. Michaelsens Tegnelegat